# SK Brann

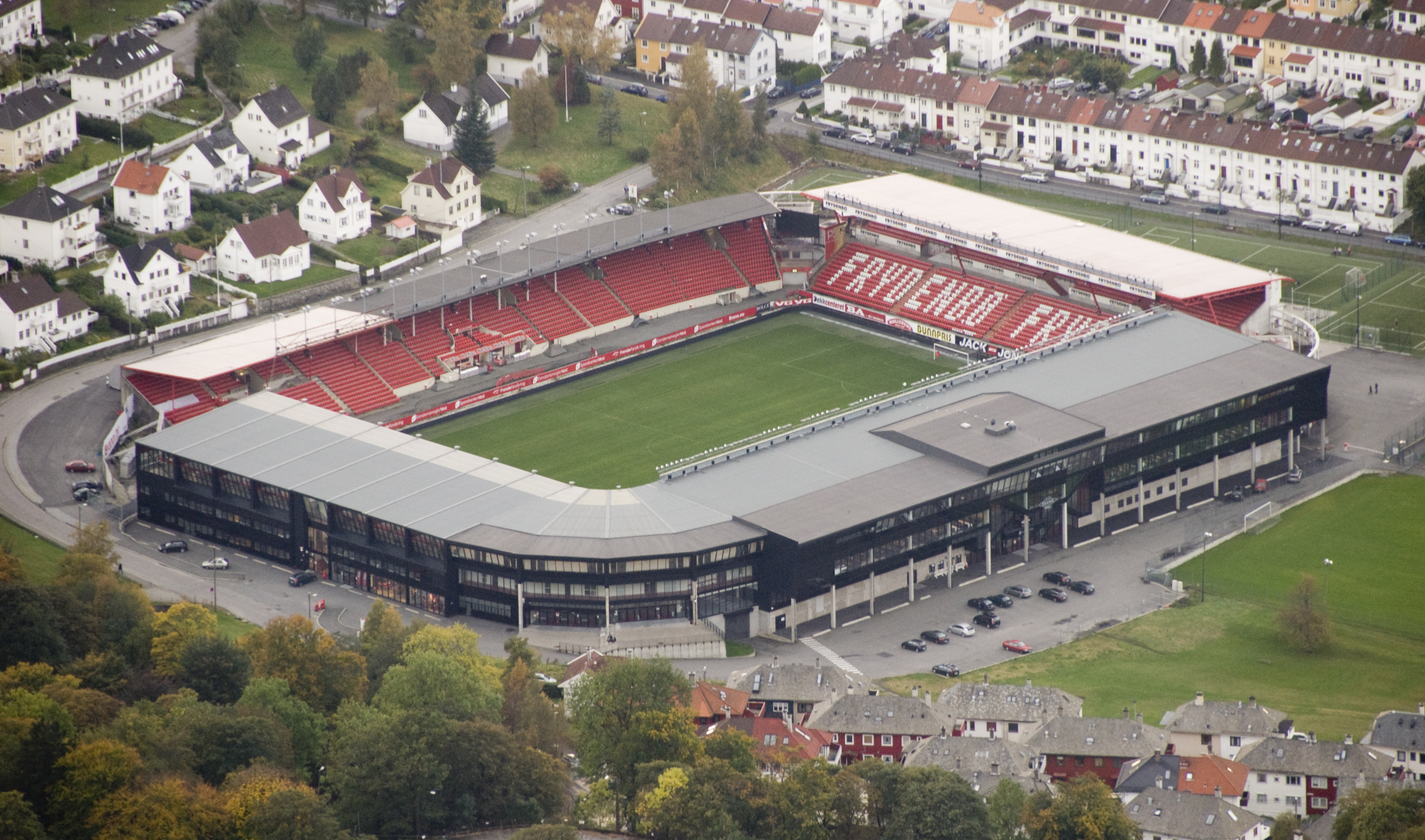
Brann Stadion

Sportsklubben Brann – norweski klub piłkarski z siedzibą w Bergen, występujący w rozgrywkach Eliteserien. W zakończonym w listopadzie sezonie 2007 zespół sięgnął po swój trzeci w historii tytuł mistrza Norwegii.

## Sukcesy
- Eliteserien
  - mistrzostwo (3): 1961/1962, 1963, 2007
  - wicemistrzostwo (7): 1951/1952, 1975, 1997, 2000, 2006, 2016, 2023, 2024
- Puchar Norwegii
  - zwycięstwo (7): 1923, 1925, 1972, 1976, 1982, 2004, 2023
  - finał (9): 1917, 1918, 1950, 1978, 1987, 1988, 1995, 1999, 2011
- Puchar Zdobywców Pucharów
  - ćwierćfinał (1): 1996/1997

## Obecny skład
Stan na 20 września 2019
| Nr | Poz. | Piłkarz                 |
| -- | ---- | ----------------------- |
| 1  | BR   | Håkon Opdal             |
| 2  | OB   | Taijo Teniste           |
| 3  | OB   | Vito Wormgoor (kapitan) |
| 4  | OB   | Christian Eggen Rismark |
| 5  | OB   | Thomas Grøgaard         |
| 7  | NA   | Gilbert Koomson         |
| 8  | PO   | Fredrik Haugen          |
| 9  | PO   | Petter Strand           |
| 10 | PO   | Amer Ordagić            |
| 11 | NA   | Daouda Bamba            |
| 12 | BR   | Eirik Johansen          |

| Nr | Poz. | Piłkarz                 |
| -- | ---- | ----------------------- |
| 14 | NA   | Ludcinio Marengo        |
| 15 | OB   | Bismar Acosta           |
| 16 | PO   | Ruben Yttergård Jenssen |
| 17 | OB   | Gilli Sørensen          |
| 18 | NA   | Azar Karadaş            |
| 19 | NA   | Veton Berisha           |
| 21 | OB   | Ruben Kristiansen       |
| 29 | PO   | Kristoffer Barmen       |
| 33 | OB   | Emil Kalsaas            |
| 34 | NA   | Marius Bildøy           |
|    | BR   | Markus Olsen Pettersen  |